# ديريك س. براون
ديريك س. براون (بالإنجليزية: Derrick C. Brown)‏ هو مغن مؤلف وملحن أمريكي، ولد في 7 فبراير 1973 في سان فرانسيسكو في الولايات المتحدة.